# AUS 32

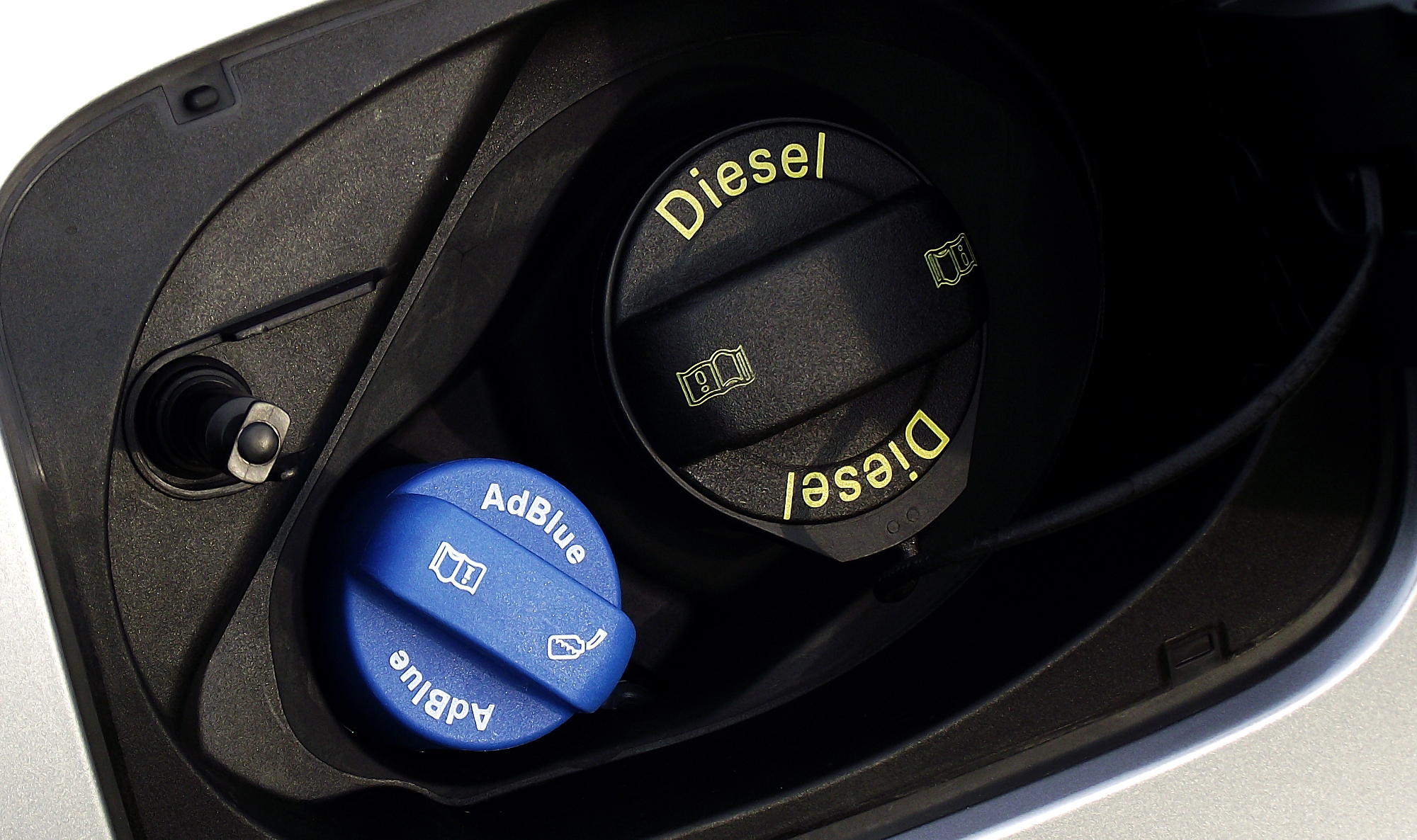
Réservoirs de gazole et d'AdBlue.

L’AUS 32 (en anglais : aqueous urea solution) est une solution aqueuse d'urée composée de 32,5 % en masse d'urée et de 67,5 % d'eau déminéralisée. Elle est utilisée dans le processus de réduction catalytique sélective (RCS ; en anglais SCR). C'est un fluide d'échappement diesel (FED) (en anglais Diesel exhaust fluid, DEF), aussi appelé AdBlue (marque déposée). L'AUS 32 est standardisée selon la norme ISO 22241. Les poids lourds construits à partir d'octobre 2006 sont équipés d'un système qui utilise l'AUS 32.

## Caractéristiques
L'AUS 32 est synthétisée à partir d'ammoniac et de dioxyde de carbone :
2NH3 + CO2 → CO(NH2)2 + H2O
L'AUS 32 permet de convertir 85 % (voire 90 %) des oxydes d'azote contenus dans les gaz d'échappement en diazote et vapeur d'eau.
Cette solution incolore est biodégradable, non toxique, non explosive, ininflammable et ne présente pas de danger majeur pour l'environnement ni pour la santé. Elle est instable et corrosive pour certains métaux et requiert des conditions de stockage et de transport spécifiques, tolérant mal les températures extrêmes. Elle n'est pas soumise à la réglementation sur le transport de matières dangereuses. Son odeur est peu puissante (généralement considérée comme inexistante) à l'état stable, bien qu'une intense odeur d'ammoniaque puisse être remarquée en cas de défaillance du système RCS.
AdBlue est une marque déposée de l'Association allemande de l'industrie automobile (VDA),, qui assure le maintien des standards de qualité DIN 70070, complétée depuis par la norme ISO 22241.

### Propriétés physico-chimiques
- Composition : urée (CO(NH2)2) + eau déminéralisée, traces possibles (ammoniac libre, biuret)
- Masse volumique à 20 °C : 1,088 g/cm3[6]
- Cristallisation : −10,5 °C[6]
- Décomposition à partir de : 30 à 40 °C (traces)[7],[4], 80 °C[4] (processus d'hydrolyse, voir ci-dessous)
- pH : 9 à 10[6]
- Viscosité dynamique à 20 °C : 1,4 mPa s[6]

## Chimie

Schéma de principe du mode de fonctionnement d'une technologie de dépollution :
- moteur Diesel ;
- oxydation des gaz d'échappement ;
- FAP qui retient presque toutes les particules ;
- injection de la solution uréique par l'unité de dosage dans le flux d'échappement et hydrolyse sous l'effet de la chaleur ;
- réduction sélective de l'oxyde et dioxyde d'azote NO et ; oxydation de l'ammoniac.

Au cours du processus de combustion au sein du moteur Diesel, il est admis plus d'air que de gazole dans la chambre de combustion, afin d'éviter le rejet de carburant imbrûlé. Il se forme des oxydes d'azote, gaz à effet de serre et dangereux pour la santé.
Le premier élément constituant le procédé RCS consiste en une oxydation des gaz d'échappement par injection de dioxygène. Après le filtre à particules (FAP), la solution uréique, contenue dans un réservoir dédié des véhicules équipés de la technologie RCS, est injectée.

### Réactions chimiques
Étape 1 : oxydation des gaz d'échappement
Au contact du dioxygène de l'air, des composés des gaz d'échappement « bruts » s'oxydent (ils récupèrent un atome d'oxygène) :
2NO + O2 → 2NO2
2CO + O2 → 2CO2
Des hydrocarbures (imbrûlés) sont brûlés :
4HC + 5O2 → 4CO2 + 2H2O
Étape 2 : décomposition et hydrolyse
L'urée et l'eau, qui sont injectés sous forme de brouillard, chauffent. Ces composés se séparent et se recombinent pour former de l'ammoniac NH3 et du dioxyde de carbone CO2.
Deux réactions interviennent :
- l'eau s'évapore et l'urée se décompose en ammoniac et en acide isocyanique :

CO(NH2)2 → NH3 + HNCO
- ce dernier s’hydrolyse en dioxyde de carbone et en ammoniac :

HNCO +  H2O → CO2 + NH3
Le bilan est :
CO(NH2)2 + H2O → 2NH3 + CO2
Étape 3 : réduction catalytique sélective
Au contact du système catalytique RCS, l'ammoniac libéré réagit avec les oxydes d'azote, suivant plusieurs réactions possibles en fonction des molécules présentes dans les gaz d'échappement ; du diazote et de l'eau sont formés.
8NH3 + 6NO2 → 7N2 + 12H2O
4NH3 + 4NO + O2 → 4N2 + 6H2O
2NH3 + NO + NO2 → 2N2 + 3H2O
Étape 4 : oxydation de l'ammoniac
L'ammoniac en excès est oxydé, du diazote et de l'eau sont formés.
4NH3 + 3O2 → 2N2 + 6H2O

## Utilisation

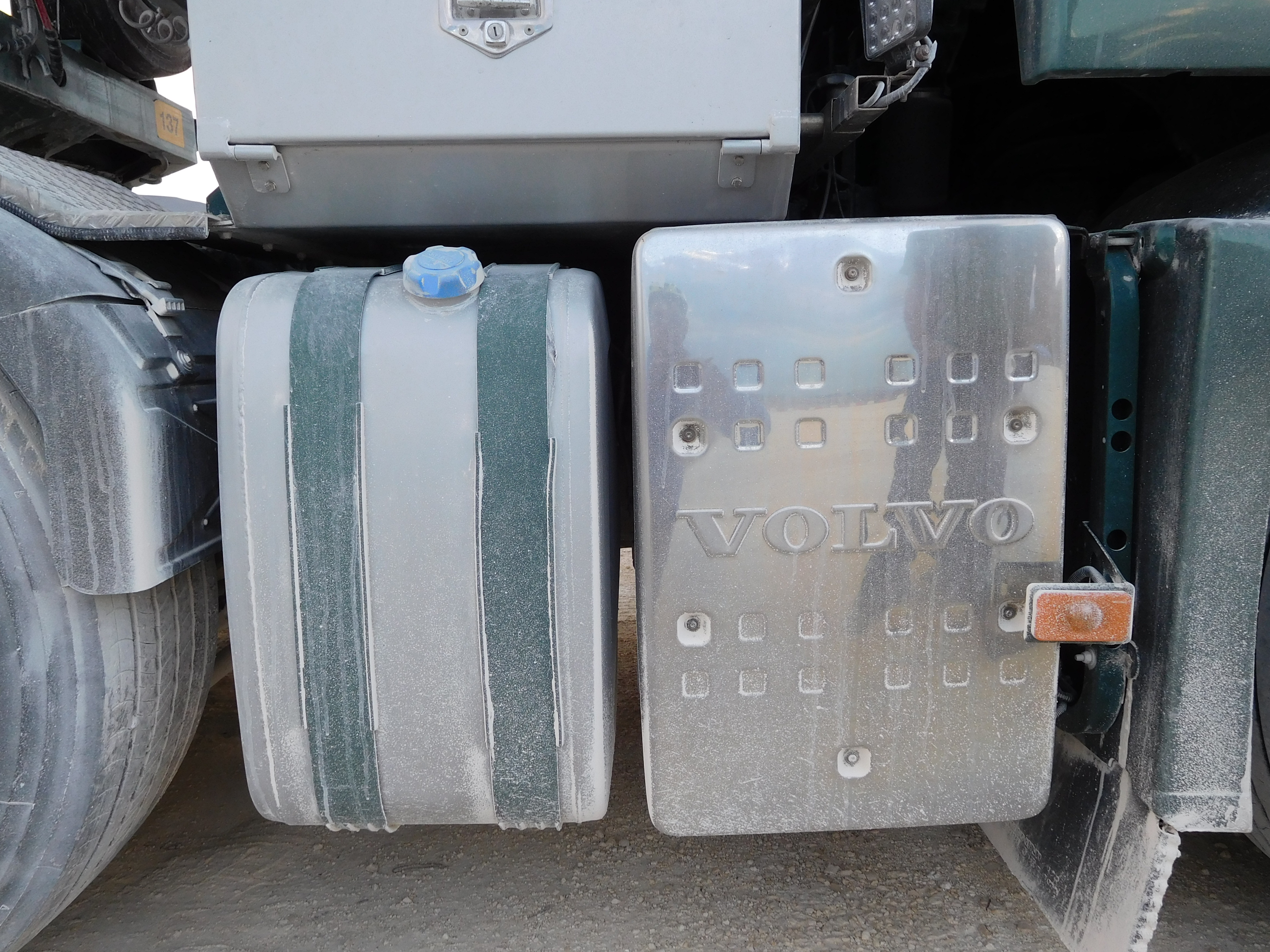
Réservoir et unité AdBlue d'un camion.

Le faible dosage (solution uréique à 32,5 %) permet le transport, le stockage et l'utilisation sans danger (mis à part le risque d'allergie par contact ou par inhalation). C'est un composé stable dans le temps, facilement manipulable, contrairement à l'ammoniac pur qui est un composant dangereux pour les personnes, les matériels, les animaux et l'environnement. C'est donc une solution techniquement très avantageuse.
La faible consommation nécessaire pour la réaction permet des remplissages peu fréquents et minimise l'impact de ce réservoir en termes d'espace sur le châssis (consommation par rapport au gazole de 3 à 8 % de solution uréique,). Ces systèmes sont actuellement en usage aussi bien en Europe qu'au Japon et à Singapour. Presque tous les constructeurs européens de poids lourds (camions, autobus, bennes à ordures, etc.) proposent des véhicules équipés du système RCS afin de satisfaire à la norme Euro 5 que ce système permet d'atteindre. Cependant, ces systèmes sont sensibles aux impuretés dans la solution uréique, ce qui nécessite de maintenir une haute qualité dans la préparation de la solution, qualité définie dans la norme ISO 22241 qui comporte quatre parties (exigences de qualité ; méthodes d'essai ; manipulation, transport et stockage ; interface de remplissage).
L'utilisation de l'AUS 32 s'est développée avec la mise en application des normes d'émission Euro 4, Euro 5 et Euro 6 destinées à réduire les émissions d'oxydes d'azote (NOx) des poids lourds.
Les engins de travaux publics, les engins agricoles et les véhicules utilitaires et particuliers vont aussi être concernés dans les années à venir[réf. nécessaire].
L'utilisation grandissante de la technologie RCS en Europe a imposé la constitution de réseaux de distribution performants. L'AdBlue peut être achetée aussi bien en citerne auprès des fabricants qu'aux pompes de stations-service. Les principaux producteurs européens sont Yara, Borealis (ex-GPN du groupe Total), BASF, Greenchem,, Kruse, Dehon SA, Dureal et AMI[réf. nécessaire].
Les véhicules particuliers sont désormais soumis aux réglementations européennes de limitation des émissions de dioxyde d'azote. Chaque véhicule répond à des spécificités propres pour le remplissage (ex. : taille et emplacement du réservoir, alerte, etc.)[réf. nécessaire].
Selon des spécialistes, il est déconseillé de conserver de l'AUS 32 (AdBlue) dans le réservoir de son automobile pendant plus d'un an. En effet, au bout de cette durée, les propriétés de l'AdBlue se détériorent, empêchant son bon fonctionnement. Par ailleurs, l'AdBlue s'évapore au-delà de 40 °C et gèle à partir de −11 °C.

## Inconvénients
Dans les camions de certains constructeurs, le système AUS 32 peut imposer une phase de recyclage pendant laquelle le moteur doit continuer de tourner au ralenti, le temps que ce recyclage s'effectue. Si le conducteur arrête son moteur pendant cette phase, les éléments du catalyseur RCS sont endommagés et, selon les préconisations du constructeur, devront être remplacés pour satisfaire le prochain contrôle technique. La durée de cette phase de recyclage au ralenti peut dépasser 1 h 30 min.
La cristallisation du liquide peut entraîner, sur certains véhicules, des pannes de moteur, obligeant les constructeurs automobiles à prendre en charge certaines de leurs conséquences. Pour contourner ce problème, certains automobilistes font désactiver le système AdBlue, une « fraude classique et répandue », d'après le porte-parole du SPF Finances,,.